# Chavannes-sur-Moudon
Chavannes-sur-Moudon är en ort och kommun  i distriktet Broye-Vully i kantonen Vaud, Schweiz. Kommunen har 238 invånare (2023).